# Намянсан (станция метро)
«Намянсан» (кор. 남양산역) — эстакадная станция Пусанского метро на Второй линии.
Одна из пяти эстакадных станций линии; одна из четырёх открытых станций на территории Янсана. Она представлена двумя боковыми платформами. Станция обслуживается Пусанской транспортной корпорацией. Расположена в районе (ып) Мульгымып Янсана (провинция Кёнсан-Намдо, Южная Корея). На станции установлены платформенные раздвижные двери.
Станция была открыта 10 января 2008 года в составе участка участка «Хопхо» — «Янсан».